# حفظ العهد (إسلام)
حفظ العهد هو الوقوف عند ما حده الله تعالى لعبادة، فلا يفقد حيث ما أمر، ولا يوجد حيث ما نهي.

## حفظ عهد الربوبية والعبودية
حفظ عهد الربوبية والعبودية هو أن لا ينسب كمالا إلا إلى الرب ولا نقصانا إلا إلى العبد.